# ضفادع الشجر الأسترالية
ضفادع الشجر الأسترالية (الاسم العلمي: Litoria)، جنس ضفادع من فصيلة الشرغوفيات. موطنها أستراليا، أرخبيل بسمارك، جزر سليمان، غينيا الجديدة، جزر سوندا الصغرى، وجزر الملوك. وهو الجنس الوحيد في الفُصيلة ضفدعيات الشجر الأسترالية (Litoriinae) أحادية النمط.
```
تم وصف أكثر من 90 نوعًا ، ولكن يتم وصف العديد من الأنواع الجديدة كل عام في المتوسط، مثل ضفدع بينوكيو، الذي تم اكتشافه في عام 
2008
 ووصفه في عام 
2019
[
1
]
[
2
]
```

.